# 尤寧鎮區 (堪薩斯州斯塔福德縣)
尤寧鎮區（英語：Union Township）為美國堪薩斯州斯塔福德縣轄下的鎮區。2010年美国人口普查中此鎮區人口有26人。

## 地理
尤寧鎮區涵蓋總面積為93.6平方（36.12平方英里），其中陸地面積為93.3平方（36.02平方英里），水域面積為0.26平方（0.10平方英里）或0.28%。

## 人口統計
根據2010年美國人口普查，尤寧鎮區人口有26人，其中男性有16人，女性有10人，人口密度為每平方公里0.28人，住房計13戶。鎮區內的白人有26人，非裔美國人有0人，美洲原住民有0人，亞裔美國人有0人，太平洋島裔美國人有0人，其他種族有0人，混血種族則有0人。此外鎮區內有0人為西班牙裔或拉丁裔美國人。此鎮區之年齡中位數為50.5歲，而男性年齡中位數為23.0歲，女性年齡中位數為55.5歲。